# 극장판 허긋토! 프리큐어♡두 사람은 프리큐어 올스타즈 메모리즈
《극장판 허긋토! 프리큐어♡두 사람은 프리큐어 올스타즈 메모리즈》(일본어: 映画 HUGっと!プリキュア♡ふたりはプリキュア オールスターズメモリーズ)는 허긋토! 프리큐어의 극장판 애니메이션. 2018년 10월 27일 공개. 프리큐어 15주년 기념작으로, 전작인 두 사람은 프리큐어 외 프리큐어 전 작품을 콜라보한 크로스 오버 작품이다.

## 참고 자료
- “映画 HUGっと!プリキュア♡ふたりはプリキュア オールスターズメモリーズ”. 2021년 9월 5일에 확인함.